# 아스타잔틴
아스타잔틴(Astaxanthin, 아스타산틴)은 케토카로티노이드이다. 5개의 탄소 전구체, 아이소펜테닐피로인산, Dimethylallyl pyrophosphate으로부터 만들어진 테르펜(테트라테르페노이드로서)으로 알려진 더 큰 분류의 화합물에 속한다. 아스타잔틴은 잔토필로 분류되지만 현재는 제아잔틴, 칸탁산틴 등의 산소를 함유하는 성분, 히드록실(-OH) 또는 케톤(C=O)을 지닌 카로티노이드 화합물을 기술하기 위해 이용된다.
합성에 의한 아스타잔틴의 구조는 1975년 기술되었다. 아스타잔틴은 체내에서 비타민 A로 변환되지 않으므로 구강으로 섭취할 경우 완전히 비독성이다.

## 자연에서 구할 수 있는 곳
아스타잔틴은 대부분의 붉은색 해양 생물에 존재한다. 내용물은 종마다, 또 개개마다 다른데 그 이유는 먹는 음식과 생활 조건에 따라 크게 달라지기 때문이다.
아스타잔틴의 산업 생산을 위한 주요 자연 원천은 다음으로 구성된다:
- 태평양난바다곤쟁이(Euphausia pacifica)
- 남극크릴새우(Euphausia superba)
- 헤마토코쿠스 플루비아리스(Haematococcus pluvialis)[3]
- 북쪽분홍새우(Pandalus borealis)
- 크산토필로마이세스 덴드로하우스(Xanthophyllomyces dendrorhous, 과거 명칭: Phaffia rhodozyma) (효모류)